# Urophyllum urdanetense
Urophyllum urdanetense är en måreväxtart som beskrevs av Adolph Daniel Edward Elmer. Urophyllum urdanetense ingår i släktet Urophyllum och familjen måreväxter. Inga underarter finns listade i Catalogue of Life.